# 汉川碘泡虫
汉川碘泡虫（学名：Myxobolus hanchuanensis）为碘泡科碘泡虫属的动物。在中国，分布于湖北等，营寄生生活，寄生在鲤的鳃以及中华鰟鮍的腹腔。